# Dobroszów (powiat legnicki)
Dobroszów (niem. Doberschau) – wieś w Polsce, położona w województwie dolnośląskim, w powiecie legnickim, w gminie Chojnów.
W latach 1954–1959 wieś należała i była siedzibą władz gromady Dobroszów, po jej zniesieniu w gromadzie Chojnów. W latach 1975–1998 wieś należała administracyjnie do województwa legnickiego.

## Nazwa
Nazwa wsi wywodzi się od polskiej nazwy określającej wartość – dobra. Heinrich Adamy w swoim dziele o nazwach miejscowych na Śląsku wydanym w 1888 roku we Wrocławiu jako najstarszą nazwę miejscowości wymienia Dobroschin podając jej znaczenie Gutwohne, czyli po polsku „Dobre mieszkanie”. Pierwotna nazwa została później przez Niemców fonetycznie zgermanizowana na Doberschau tracąc swoje pierwotne znaczenie.

## Integralne części wsi
| SIMC    | Nazwa    | Rodzaj     |
| ------- | -------- | ---------- |
| 0363375 | Pieszków | przysiółek |

## Historia
Powstała w XVIII wieku. Obelisk ustawiony we wsi jest symbolem przejścia oddziałów 5. i 8. Dywizji Piechoty II Armii WP w roku 1945. Odbywają się przy nim gminne obchody Święta Niepodległości. Przy obelisku rośnie pomnikowy dąb.